# Alain Pichard
Alain Pichard (* 1955 in Saint-Maurice VS) ist ein Schweizer Lehrer, Gewerkschafter (VPOD) sowie Kantonal- und Kommunalpolitiker (GLP).

## Leben
Pichard wuchs in Bex im Kanton Wallis und in Basel auf und arbeitete als Buchhändler, ehe er auf dem zweiten Bildungsweg Reallehrer wurde. Pichard war zunächst gewerkschaftlich (VPOD) und zuerst als Mitglied der Partei der Arbeit der Schweiz, dann der Grünen Partei der Schweiz bildungspolitisch aktiv.
2006 veröffentlichte er einen kontroversen Artikel über Integrationsprobleme an Bieler Realschulen in der Weltwoche, worauf er zur Grünliberalen Partei wechselte. Von 2009 bis 2016 war er für die Grünliberale Partei Mitglied im Stadtrat von Biel/Bienne. Seit Juni 2022 ist Pichard Grossrat.
Er ist prominenter Rezipient der Ideen von Thilo Sarrazin und vertritt die Idee, dass mangelnder Integrationswille muslimischer Eltern bewirke, dass deren Kinder weniger erfolgreich in der Schule seien. Zum Thema tritt er regelmässig öffentlich in Erscheinung.
Im Dezember 2013 lancierten die Berner Lehrer Pichard und Andreas Aebi das Memorandum «550 gegen 550» für eine Überarbeitung des 550 Seiten starken Lehrplans 21, das nach wenigen Tagen von über 600 Lehrern unterschrieben wurde.
2015 und 2016 gab Pichard vier Auflagen mit insgesamt 13'500 Exemplaren der Broschüre Einspruch! heraus, um 33 linken und linksliberalen Kritikern des Lehrplans 21 aus Politik, Bildungsforschung, Kultur und Schulpraxis eine öffentliche Stimme zu geben. 
Pichard ist Gastautor bei der Achse des Guten und schreibt für das Bildungsblog condorcet.ch.

## Schriften
- Alain Pichard (Hrsg.): Einspruch! Kritische Gedanken zu Bologna, Harmos und Lehrplan 21. 4. Auflage, Eigenverlag Alain Pichard, Biel 2016.